# Замок Уард
Замок Уард (англ. Castle Ward) — один из замков Ирландии, расположен недалеко от поселка Странгфорд, в графстве Даун, Северная Ирландия. Находится на расстоянии 1,5 мили от поселка Странгфорд 1,5 мили и 7 миль от города Даунпатрик. Замок стоит на берегах озера Странгфорд-Лох.
Замок Уард открыт для публики, окрестные земли владений Уард включают в себя 332 гектаров (820 акров) ландшафтных садов, на территории владений Уард есть укрепленные башни, викторианские особняки, театр, ресторан, магазин, мельницы. С 1985 по 2010 год в замке Уард проходят ежегодные фестивали оперы.
Двор замка использовался для съёмок сцен с событиями в вымышленном замке Винтерфелл для сериала «Игра престолов».

## Архитектура
Наиболее интересным аспектом замка Уард является его двойной архитектурный стиль: архитектура замка одновременно отражает вкусы лорда Бангор и его жены — леди Энн Блай. В то время как парадная сторона здания строилась в классическом стиле Палладио с колоннами, поддерживающими треугольный фронтон, противоположная сторона имеет элементы Георгиевского стиля и готические элементы с заостренными окнами, бойницами и шпилями. Эти различия в стиле и далее прослеживаются по всему замку.

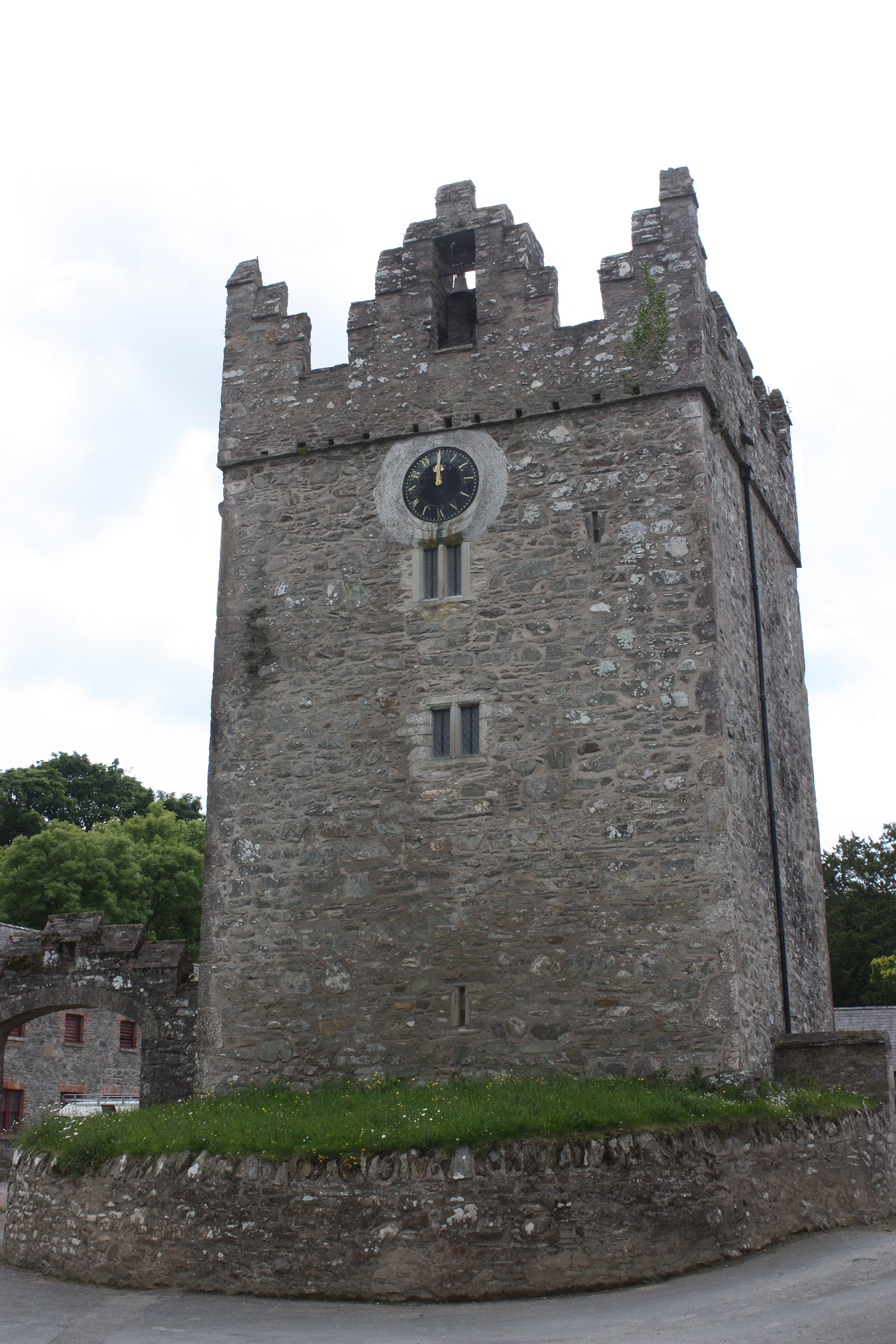
Башня замка Уард

## История
Замок Уард был резиденцией аристократической семьи Уард с 1570 года. Сначала замок был известен как Керрик на Шеннах и принадлежал графам Килдэр. Потом замок купил Бернарда Уард — отец сэра Роберта Уарда — Генерального Инспектора-Ирландии. Образование владений площадью 850 акров также датируется XVI веком. Семья Уард построила ряд замков и особняков. Старый замок Уард построен в 1590 году возле озера Странгфорд-Лох и сохранился до наших дней, но затем был построен особняк около 1720 года — его построил судья Майкл Уард. Этот особняк был разрушен около 1850 года, хотя некоторые особенности ландшафтного дизайна этого особняка сохранились.
Нынешний замок Уард — основной дом был построен в 1760 году для сына Майкла Уарда — Бернарда Уарда, 1-го виконта Бангор. Про архитектора этого замка известно немного, возможно, он был из Бристоля. С этим архитектором семья Уард имела тесные связи. Возможно, это был Джеймс Бриджес, практиковавший в Бристоле между 1757 и 1763 годами и чьи сооружения там имеет некоторое сходство с замком Уард.

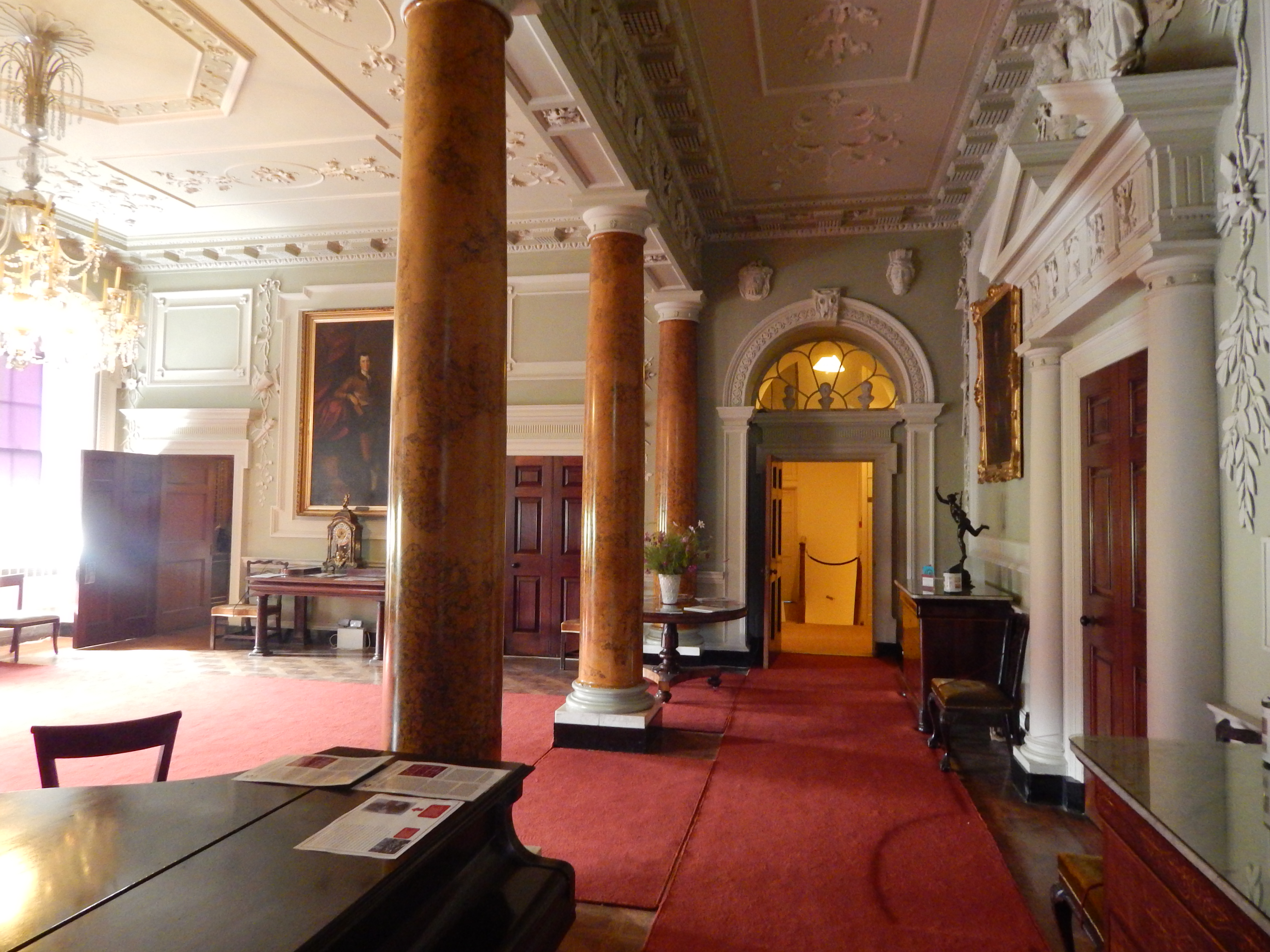
Интерьер замка Уард

В 1748 году был выстроен поселок, был построен дом для старшего сына Бернарда Уарда — Николаса Уарда, который был сумасшедшим. Когда его младший брат Эдвард Уард умер в 1812 году, оставив маленького сына, младший брат Роберт Уард, воспользовался возможностью, переместил безумного Николаса в меньший дом в Даунпатрик и забрал из замка Уард все ценное. Замок Уард оставался пустым до смерти Николаса Уорда в 1827 году, когда он был унаследован сыном Эдварда Уарда, ставшего III виконтом Уард. Он и его потомки провели восстановление здания. В 1950 году скончался 6-й виконт Уард и замок и земли Уард были переданы правительству Северной Ирландии. Замок и сады были переданы в Национальный фонд в 1952 году.
10 февраля 1973 года Леонард О’Хенлон в возрасте 23 года и Вивьен Фитцсиммонс в возрасте 17 лет — оба члены Ирландской республиканской армии (ИРА) погибли в результате преждевременного взрыва бомбы в замке Уард.